# Herman Popeijus
Herman Popeijus (* 1924 in Barendrecht, Niederlande; † 20. Mai 1997 in Breda) war ein niederländischer Karambolagespieler in der Disziplin Dreiband.

## Karriere
In den 40er und 50er Jahren spielte Popeijus im Billardclub „Het Schaapje“ in Smitshoek, einem Ortsteil von Barendrecht.
In den fünfziger Jahren wurde Popeijus fünfmal niederländischer Meister. Es war die Zeit nach Jan Sweering und Jan Broekhuizen und vor der von Henny de Ruijter, Cees van Oosterhout, Jan Doggen und Rini van Bracht. Es gelang Popeijus, sich in den Jahren 1963 und Mitte der siebziger Jahre (1976 und 1977) als bester niederländischer Dreibander zu krönen, und dies mit Generaldurchschnitten (GD), die unter einem (1,000) blieben. Der Billardspieler aus Etten-Leur eroberte achtmal den Nationaltitel im Dreiband und steht in der Ewigenliste auf Platz 3.
Seine Mentalität machte Popeijus zu einem Billardspieler, der es als erster schaffte, eine Serie von Höchstserie (HS) von 15 Karambolagen zu spielen. Für eine lange Zeit war der unorthodoxe Popeijus jemand, den man berücksichtigen musste, wenn es um Billard ging. Seine Technik und Mentalität ließen ihn sich bis in die achtziger Jahre hinein als nationaler Spitzenspieler zu halten. Viele seiner Mitstreiter sagten über ihn: „Er hatte keine Nerven!“, so ruhig spielte er.
Während seiner fast 40-jährigen Karriere sammelte Popeijus insgesamt 16 nationale Medaillen und bei den Europameisterschaften 1955 und 1963 eroberte er einen zweiten und einen dritten Platz.

## Erfolge
- Dreiband-Europameisterschaft:  1955  1962
- Niederländische Dreiband-Meisterschaft:  1954, 1955, 1956, 1957, 1959, 1963, 1976, 1977  1960, 1962, 1968  1953, 1964, 1966, 1967, 1978

Quellen: 